# The Annunciation
The Annunciation (Angyali üdvözlet) ist ein surrealistischer Film über die biblische Schöpfungsgeschichte. Es basiert auf Die Tragödie des Menschen, das dramatische Hauptwerk von Imre Madách aus dem Jahr 1861.

## Handlung
Der Film beginnt mit Adam und Eva im Garten Eden. Der Engel Lucifer führt die beiden in Versuchung, und sie naschen vom Baum der Erkenntnis. Adam und Eva werden deswegen aus dem Paradies vertrieben. Adam fordert vom Engel Lucifer die Einhaltung seines Versprechens, ihm „alles zu offenbaren“. Der Engel Lucifer führt daraufhin als Traum Adam vor Augen, welche Auswirkungen sie durch ihre Nachkommen haben werden.
In mehreren oftmals blutigen Zeitepochen wird die Menschheitsgeschichte gezeigt, über die Antike bis hin zum viktorianischen London.
Adam ist davon am Ende so entsetzt, dass er Eva daraufhin am liebsten umbringen möchte, davon aber schließlich ablässt, wodurch sie das Wohlgefallen Gottes wieder erfahren.

## Besonderheiten
Im gesamten Film spielen nur Kinder im Alter zwischen ca. acht und zwölf Jahren mit. Der Film zählt zu einer der umstrittensten osteuropäischen Produktionen der 80er-Jahre, da er sehr viele Szenen enthält, in denen man Adam und Eva detailgetreu nackt sieht. Nackte Kinder in Filmen waren zu jener Zeit sehr umstritten. Dennoch feierte der Film einen großartigen Erfolg.